# Bansha, Hunan
Bansha (kinesiska: 板杉) är en köping i Kina. Den ligger i provinsen Hunan, i den södra delen av landet, omkring 71 kilometer sydost om provinshuvudstaden Changsha. Antalet invånare är 35099. Befolkningen består av 17 196 kvinnor och 17 903 män. Barn under 15 år utgör 15,0 %, vuxna 15-64 år 73 %, och äldre över 65 år 11,0 %.
Genomsnittlig årsnederbörd är 1 875 millimeter. Den regnigaste månaden är maj, med i genomsnitt 330 mm nederbörd, och den torraste är oktober, med 39 mm nederbörd.